# الرسائل (كتاب)
كتاب الرسائل مجموعة من رسائل الجاحظ النادرة، وكل رسالة من هذه الرسائل تبحث في موضوع واحد، بدراسة معمقة مستفيضة تثير الإعجاب والتقدير. الجاحظ له رسائل كثيرة في الأدب والدين والسياسة، عمل على تحقيقها مجموعة من المحققين العرب والمستشرقين، إلا أن أكبر سلسلة وأدقها هي التي حققها الدكتور عبد السلام هارون.

## الرسائل
- البلاغة والإيجاز
- مناقب الترك
- التبصرة بالتجارة
- المعاد والمعاش، وتسمى أيضاً(الأخلاق المذمومة والمحمودة):
- كتمان السر وحفظ اللسان.
- فخر السودان على البيضان.
- الجد والهزل.
- نفي التشبيه.
- رسالة في كتاب الفتيا.
- الرسالة إلى أبي الفرج بن نجاح الكاتب
- فصل ما بين العداوة والحسد
- صناعات القواد.
- النابتة. أو: ذم بني أمية
- الحجاب
- مفاخرة الجواري والغلمان
- القيان
- ذم أخلاق الكتاب
- الحنين إلى الأوطان
- الحاسد والمحسود
- كتاب المعلمين
- التربيع والتدوير
- مدح النبيذ وصفة أصحابه
- طبقات المغنينالنساء حجج النبوة
- خلق القرآن
- الرد على النصارى
- الرد على المشبهة
- العثمانية
- المسائل والجوابات في المعرفة
- الوكلاء
- الأوطان والبلدان أو كتاب الأمصار
- تفضيل البطن على الظهر
- النبل والتنبل
- المودة والخلطة
- العباسية أو إمامة ولد عباس
- استنجاز الوعد أو الوعد والإنجاز
- تفضيل النطق على الصمت
- صناعة الكلام
- مدح التجارة وذم عمل السلطان
- الشارب والمشروب
- الجوابات في الإمامة
- مقالة الزيدية والرافضة.[2]

## المؤلف
أبو عثمان عمرو بن بحر بن محبوب بن فزارة الليثي الكناني البصري (159 هـ-255 هـ) أديب عربي كان من كبار أئمة الأدب في العصر العباسي، ولد في البصرة وتوفي فيها